# Abbaye de Tiglieto
L'Abbaye Santa Maria alla Croce est une ancienne abbaye cistercienne, sise en Italie, dans la commune de Tiglieto (Ligurie, province de Gênes). C'est la première fondation cistercienne en Italie de l'histoire, en 1120. Fermée en 1648, elle demeure en assez bon état. La vie monastique y est rétablie en l'an 2000, mais en 2011, les moines la quittent à nouveau.

## Histoire

### Fondation
Selon certaines sources, c'est le troisième abbé de La Ferté, Pierre, qui aurait décidé d'une implantation italienne. Les sources plus anciennes (Gallia Christiana) font arriver Pierre sur le siège abbatial en 1123 seulement ; selon elles, ce serait donc son prédécesseur Obizon qui aurait été à la source de la décision de la fondation de Tiglieto.
Il semblerait qu'en ce lieu existait une abbaye de moines vivant selon la règle de saint Colomban. Le monastère se nommait alors Civitacula. Le nom de Tiglieto viendrait des tilleuls largement présents dans ce lieu. Le 27 juillet 1131, un don important de terrain est effectué par Anselme II, marquis de Ponzone (it). Innocent II confirme la fondation de l'abbaye en 1132, qui dès lors s'accroît rapidement et fonde deux abbayes-filles, Staffarda en 1135 et Casanova en 1130.

### Commende et déclin
À partir de 1442, l'abbaye est placée par le pape Eugène IV sous le régime de la commende. Qui plus est, il nomme comme abbé de Tiglieto un de ses proches parents, le cardinal Giorgio Fieschi. Pour tenter d'enrayer ce déclin, l'abbaye rejoint la congrégation italienne de Saint-Bernard, une des congrégations cisterciennes créées à la Renaissance pour faire revivre l'esprit initial de la réforme cistercienne. En vain ; de surcroît, Tiglieto est victime d'attaques, notamment de François II de Mantoue.

### La disparition de l'abbaye
En 1634, l'abbaye de Tiglieto est érigée en église paroissiale, prélude à sa sécularisation totale en 1648. Cette sécularisation dure trois cent cinquante ans, jusqu'à ce que, le 28 juillet 2000, des moines cisterciens s'établissent à nouveau à Tiglieto. Mais ce renouveau est de courte durée et les moines repartent en 2011.

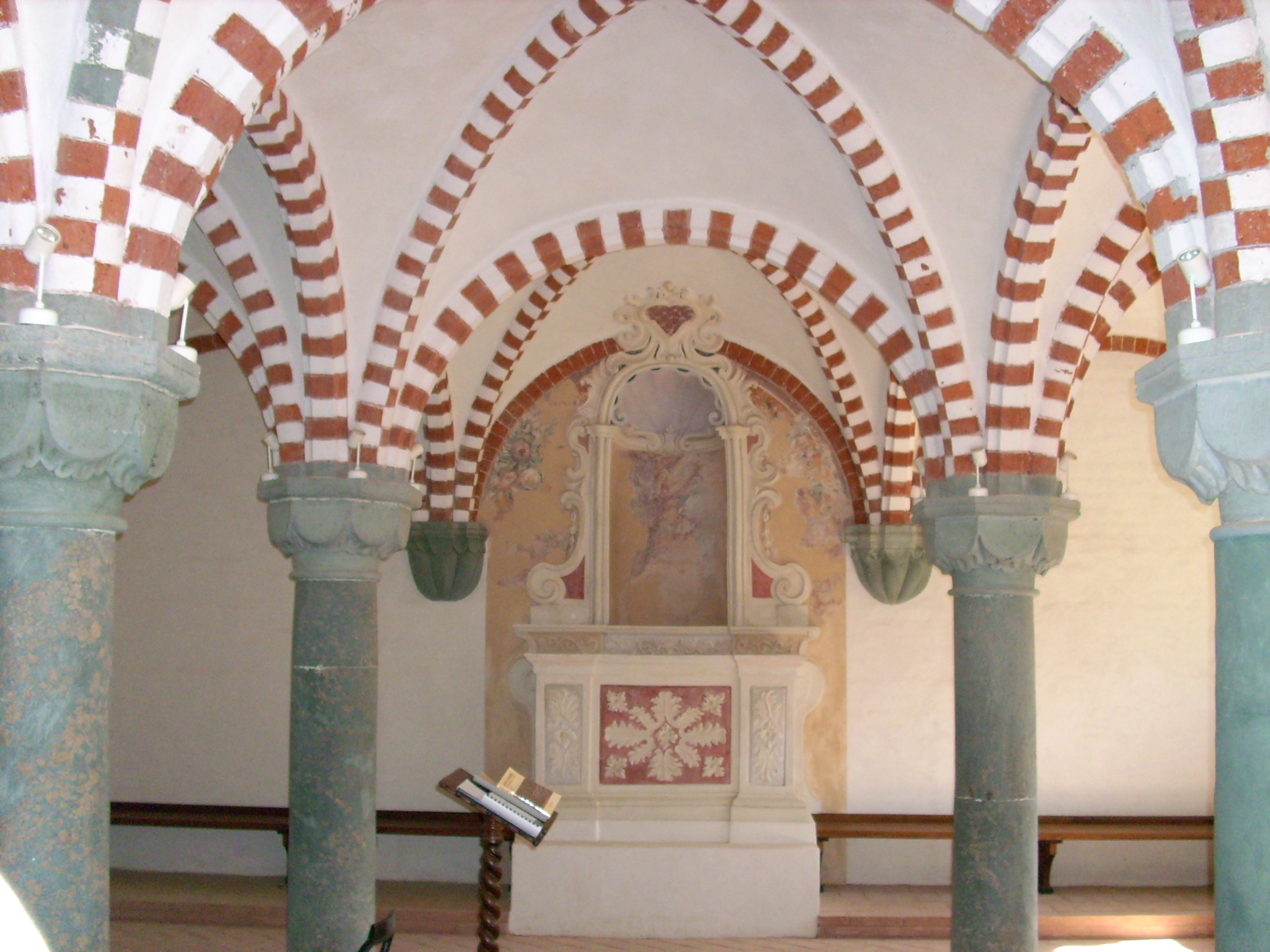
Les voûtes du cloître de l'abbaye.